# The Voice TV
The Voice TV är en musikinriktad TV-kanal, grundad år 2004 som en spinn-off på radiostationen The Voice. Kanalen lanserades under året i Danmark, Norge, Finland och Sverige och 2006 i Bulgarien. TV-kanalens spellista är likt radiokanalen fokuserad på hiphop och r'n'b. Kanalen ingår i mediakoncernen ProSiebenSat.1 Media med säte i Tyskland.
Under 2008 lades The Voice TV ned i Sverige. 2011 sålde ProSiebenSat.1 Media bulgariska The Voice TV och sina bulgariska radiokanaler till A.E. Best Success Services Bulgaria EOOD.

## The Voice TV i Sverige
I Sverige presenterade The Voice sig som Sveriges enda renodlade musik-TV-kanal då man till skillnad från ZTV och MTV sände enbart musikvideor dygnet runt. Kanalen ägdes av SBS Broadcasting som även står bakom Kanal 5 och radiostationerna The Voice och Mix Megapol. The Voice TV upphörde i Sverige den 30 september 2008. 
Till en början spelade Voice TV musikvideor från fler musikgenres än systerstationen The Voice Of Hip Hop & RnB. I september 2007 fick Voice TV samma musikinriktning som radiostationen. I samband med detta tillträdde Sebastian Voght som ny musikchef för Voice TV.
I Sverige producerade The Voice TV morgonprogrammet VAKNA! med The Voice för Kanal 5, med dagliga repriser på The Voice TV under kvällstid.

### Distribution
Lanseringen av TV-kanalen skedde den 17 december 2004. Då MTV inte längre var en renodlad musikvideokanal utan blandade in dokusåpor, TV-serier osv fanns nu en plats för Voice TV. Från start kunde den enbart ses av abonnenter på Canal Digitals satellit-TV. Efterhand distribuerades kanalen även via flera kabel-TV-nät, däribland den största operatören Com Hem. Eftersom sändningarna ofta sker via operatörernas digitala tilläggsutbud var antalet tittare vid starten väldigt få. 
Hösten 2007 gick The Voice TV om ZTV i tittarsiffror. ZTV såg sig tvingad att återlansera kanalen med nytt innehåll vilket medförde färre musikvideor men mer serier och pratshower. MTV relanserades också under våren 2008 efter sjunkande tittarsiffror. Svenska MTV började därmed innehålla färre musikvideor och mer importerade serier och realityshower. Detta gjorde Voice TV till den enda renodlade musikvideokanalen i Sverige.
I maj 2006 fick The Voice tillstånd att sända i det digitala marknätet vilket gjorde att kanalen nådde ut till en större publik. Kanalen kunde ses varje vardag 05.40–17.40 och på helger 02.30–14.30. Övrig tid använde SBS till att sända ytterligare en ny TV-kanal under namnet Kanal 9, dock på en annan kanalplats.
Den 8 september 2008 släcktes The Voice TV ner i marknätet. Orsaken till nedläggningen var att The Voice TV skulle få en ny plats i marknätet från årsskiftet. Kanalen skulle placeras i mux 5, som dock inte hade samma räckvidd som The Voice TV:s gamla kanalplats. The Voice ägare ProSiebenSat.1 Media bedömde då att The Voice TV inte skulle kunna generera tillräckligt med distributionsintäkter och beslutade att släcka ner kanalen.